# Do You Love Your Wife?
Do You Love Your Wife? er en amerikansk stumfilm fra 1919 af Hal Roach.

## Medvirkende
- Stan Laurel
- Bunny Bixby
- Mary Burns
- Mildred Forbes
- William Gillespie